# باشگاه فوتبال اتلتیکو پارانائنزه
باشگاه فوتبال اتلتیکو پارانائنزه یک باشگاه فوتبال در شهر کوریتیبا، برزیل است.
این باشگاه در سال ۱۹۲۴ تأسیس شده و سابقه یک قهرمانی در لیگ برتر فوتبال برزیل در سال ۲۰۰۱ و یک نایب قهرمانی در سال ۲۰۰۴ میلادی را دارد.

## افتخارات

### داخلی
- لیگ برتر فوتبال برزیل (۱): ۲۰۰۱
- لیگ پارانائنسه (۲۸): 1925, 1929, 1930, 1934, 1936, 1940, 1943, 1945, 1949, 1958, 1970, 1982, 1983, 1985, 1988, 1990, 1998, 2000, 2001, 2002 (S), 2005, 2009, 2016, 2018, 2019, 2020, 2023, 2024
- جام حذفی برزیل (۱): ۲۰۱۹

- لیگ دسته دوم فوتبال برزیل (۱): ۱۹۹۵

### بین‌المللی
- جام سودامریکانا (۲): ۲۰۱۸، ۲۰۲۱
- قهرمانی جام جی‌لیگ / جام سودامریکانا (۱): ۲۰۱۹